# Championnat du monde de snooker seniors 2020
Ne doit pas être confondu avec le Championnat du monde de snooker 2020
Le Championnat du monde seniors 2020 (2020 World Seniors Championship en anglais) est un tournoi de snooker sur invitation réservé aux joueurs de plus de 40 ans. Il est organisé par la World Professional Billiards and Snooker Association et aura lieu du 19 au 22 août 2020 au Crucible Theatre de Sheffield en Angleterre. 
Il s'agit de la 11e édition du tournoi lequel se déroule annuellement depuis 1991.

## Dotation
La répartition des prix pour l'édition 2020 est de : 
- Gagnant : 25 000 £
- Finaliste : 10 000 £
- Demi-finaliste : 7 500 £
- Quart de finaliste : 3 000 £
- Break le plus élevé : 1 500 £
- Dotation totale : 63 500 £

## Déroulement

### Contexte avant le tournoi
Jimmy White est le tenant du titre.
Pour des raisons médicales, Tony Drago a dû se retirer du tournoi et a été remplacé par Wayne Cooper.
Le président de la WPBSA Jason Ferguson a effectué une déclaration afin de justifier le choix des participants au tournoi, fortement conditionné par la pandémie de COVID-19. Seuls deux tournois de qualifications ont été tenus au lieu de six prévus initialement. Bob Chaperon, le vainqueur du tournoi qualificatif d'octobre 2019, ne peut participer au tournoi à cause de restrictions de déplacement. Ferguson annonce donc que les participations autres que les quatre têtes de série et que Leo Fernandez (vainqueur du tournoi de qualification de novembre 2019) ont été choisis suivant les critères ci-après :
- 4 anciens champions du monde seniors : Peter Lines, Aaron Canavan, Nigel Bond et Darren Morgan
- 7 légendes du snooker, tous multiples vainqueurs de tournois classés ou anciens champions professionnels, qui ont contribué à la reconnaissance et à la médiatisation de ce sport

### Faits marquants
White défend son titre avec succès en battant Ken Doherty 5 manches à 4 en finale, effectuant une remarquable remontée alors qu'il était mené 4 manches à 0 par l'Irlandais,. Grâce à cette victoire, White se qualifie pour le tournoi de champion des champions 2020.

## Tableau principal
|  | 8es de finale Au meilleur des 7 manches | 8es de finale Au meilleur des 7 manches | 8es de finale Au meilleur des 7 manches |   |                 | Quarts de finale Au meilleur des 7 manches | Quarts de finale Au meilleur des 7 manches | Quarts de finale Au meilleur des 7 manches |  |   | Demi-finales Au meilleur des 7 manches | Demi-finales Au meilleur des 7 manches | Demi-finales Au meilleur des 7 manches |  |   | Finale Au meilleur des 9 manches | Finale Au meilleur des 9 manches | Finale Au meilleur des 9 manches |
|  |                                         |                                         |                                         |   |                 |                                            |                                            |                                            |  |   |                                        |                                        |                                        |  |   |                                  |                                  |                                  |
|  | 1                                       | Jimmy White                             | 4                                       |   |                 |                                            |                                            |                                            |  |   |                                        |                                        |                                        |  |   |                                  |                                  |                                  |
|  | -                                       | Joe Johnson                             | 1                                       |   |                 |                                            |                                            |                                            |  |   |                                        |                                        |                                        |  |   |                                  |                                  |                                  |
|  | -                                       | Joe Johnson                             | 1                                       |   | 1               | Jimmy White                                | 4                                          |                                            |  |   |                                        |                                        |                                        |  |   |                                  |                                  |                                  |
|  |                                         |                                         |                                         |   | 1               | Jimmy White                                | 4                                          |                                            |  |   |                                        |                                        |                                        |  |   |                                  |                                  |                                  |
|  |                                         | -                                       | Peter Lines                             | 1 |                 |                                            |                                            |                                            |  |   |                                        |                                        |                                        |  |   |                                  |                                  |                                  |
|  | -                                       | -                                       | Peter Lines                             | 1 | Tony Knowles    | 0                                          |                                            |                                            |  |   |                                        |                                        |                                        |  |   |                                  |                                  |                                  |
|  | -                                       |                                         |                                         |   | Tony Knowles    | 0                                          |                                            |                                            |  |   |                                        |                                        |                                        |  |   |                                  |                                  |                                  |
|  | -                                       | Peter Lines                             | 4                                       |   |                 |                                            |                                            |                                            |  |   |                                        |                                        |                                        |  |   |                                  |                                  |                                  |
|  | -                                       | Peter Lines                             | 4                                       |   |                 |                                            |                                            |                                            |  | 1 | Jimmy White                            | 4                                      |                                        |  |   |                                  |                                  |                                  |
|  |                                         |                                         |                                         |   |                 |                                            |                                            |                                            |  | 1 | Jimmy White                            | 4                                      |                                        |  |   |                                  |                                  |                                  |
|  |                                         | 4                                       | Stephen Hendry                          | 2 |                 |                                            |                                            |                                            |  |   |                                        |                                        |                                        |  |   |                                  |                                  |                                  |
|  | -                                       | 4                                       | Stephen Hendry                          | 2 | Aaron Canavan   | 4                                          |                                            |                                            |  |   |                                        |                                        |                                        |  |   |                                  |                                  |                                  |
|  | -                                       |                                         |                                         |   | Aaron Canavan   | 4                                          |                                            |                                            |  |   |                                        |                                        |                                        |  |   |                                  |                                  |                                  |
|  | -                                       | Leo Fernandez                           | 3                                       |   |                 |                                            |                                            |                                            |  |   |                                        |                                        |                                        |  |   |                                  |                                  |                                  |
|  | -                                       | Leo Fernandez                           | 3                                       |   | -               | Aaron Canavan                              | 1                                          |                                            |  |   |                                        |                                        |                                        |  |   |                                  |                                  |                                  |
|  |                                         |                                         |                                         |   | -               | Aaron Canavan                              | 1                                          |                                            |  |   |                                        |                                        |                                        |  |   |                                  |                                  |                                  |
|  |                                         | 4                                       | Stephen Hendry                          | 4 |                 |                                            |                                            |                                            |  |   |                                        |                                        |                                        |  |   |                                  |                                  |                                  |
|  | 4                                       | 4                                       | Stephen Hendry                          | 4 | Stephen Hendry  | 4                                          |                                            |                                            |  |   |                                        |                                        |                                        |  |   |                                  |                                  |                                  |
|  | 4                                       |                                         |                                         |   | Stephen Hendry  | 4                                          |                                            |                                            |  |   |                                        |                                        |                                        |  |   |                                  |                                  |                                  |
|  | -                                       | Nigel Bond                              | 3                                       |   |                 |                                            |                                            |                                            |  |   |                                        |                                        |                                        |  |   |                                  |                                  |                                  |
|  | -                                       | Nigel Bond                              | 3                                       |   |                 |                                            |                                            |                                            |  |   |                                        |                                        |                                        |  | 1 | Jimmy White                      | 5                                |                                  |
|  |                                         |                                         |                                         |   |                 |                                            |                                            |                                            |  |   |                                        |                                        |                                        |  | 1 | Jimmy White                      | 5                                |                                  |
|  |                                         | 3                                       | Ken Doherty                             | 4 |                 |                                            |                                            |                                            |  |   |                                        |                                        |                                        |  |   |                                  |                                  |                                  |
|  | 3                                       | 3                                       | Ken Doherty                             | 4 | Ken Doherty     | 4                                          |                                            |                                            |  |   |                                        |                                        |                                        |  |   |                                  |                                  |                                  |
|  | 3                                       |                                         |                                         |   | Ken Doherty     | 4                                          |                                            |                                            |  |   |                                        |                                        |                                        |  |   |                                  |                                  |                                  |
|  | -                                       | Rodney Goggins                          | 3                                       |   |                 |                                            |                                            |                                            |  |   |                                        |                                        |                                        |  |   |                                  |                                  |                                  |
|  | -                                       | Rodney Goggins                          | 3                                       |   | 3               | Ken Doherty                                | 4                                          |                                            |  |   |                                        |                                        |                                        |  |   |                                  |                                  |                                  |
|  |                                         |                                         |                                         |   | 3               | Ken Doherty                                | 4                                          |                                            |  |   |                                        |                                        |                                        |  |   |                                  |                                  |                                  |
|  |                                         | -                                       | Darren Morgan                           | 2 |                 |                                            |                                            |                                            |  |   |                                        |                                        |                                        |  |   |                                  |                                  |                                  |
|  | -                                       | -                                       | Darren Morgan                           | 2 | Patrick Wallace | 2                                          |                                            |                                            |  |   |                                        |                                        |                                        |  |   |                                  |                                  |                                  |
|  | -                                       |                                         |                                         |   | Patrick Wallace | 2                                          |                                            |                                            |  |   |                                        |                                        |                                        |  |   |                                  |                                  |                                  |
|  | -                                       | Darren Morgan                           | 4                                       |   |                 |                                            |                                            |                                            |  |   |                                        |                                        |                                        |  |   |                                  |                                  |                                  |
|  | -                                       | Darren Morgan                           | 4                                       |   |                 |                                            |                                            |                                            |  | 3 | Ken Doherty                            | 4                                      |                                        |  |   |                                  |                                  |                                  |
|  |                                         |                                         |                                         |   |                 |                                            |                                            |                                            |  | 3 | Ken Doherty                            | 4                                      |                                        |  |   |                                  |                                  |                                  |
|  |                                         | 2                                       | Michael Judge                           | 1 |                 |                                            |                                            |                                            |  |   |                                        |                                        |                                        |  |   |                                  |                                  |                                  |
|  | -                                       | 2                                       | Michael Judge                           | 1 | Wayne Cooper    | 4                                          |                                            |                                            |  |   |                                        |                                        |                                        |  |   |                                  |                                  |                                  |
|  | -                                       |                                         |                                         |   | Wayne Cooper    | 4                                          |                                            |                                            |  |   |                                        |                                        |                                        |  |   |                                  |                                  |                                  |
|  | -                                       | Gary Filtness                           | 2                                       |   |                 |                                            |                                            |                                            |  |   |                                        |                                        |                                        |  |   |                                  |                                  |                                  |
|  | -                                       | Gary Filtness                           | 2                                       |   | -               | Wayne Cooper                               | 1                                          |                                            |  |   |                                        |                                        |                                        |  |   |                                  |                                  |                                  |
|  |                                         |                                         |                                         |   | -               | Wayne Cooper                               | 1                                          |                                            |  |   |                                        |                                        |                                        |  |   |                                  |                                  |                                  |
|  |                                         | 2                                       | Michael Judge                           | 4 |                 |                                            |                                            |                                            |  |   |                                        |                                        |                                        |  |   |                                  |                                  |                                  |
|  | 2                                       | 2                                       | Michael Judge                           | 4 | Michael Judge   | 4                                          |                                            |                                            |  |   |                                        |                                        |                                        |  |   |                                  |                                  |                                  |
|  | 2                                       |                                         |                                         |   | Michael Judge   | 4                                          |                                            |                                            |  |   |                                        |                                        |                                        |  |   |                                  |                                  |                                  |
|  | -                                       | Dennis Taylor                           | 1                                       |   |                 |                                            |                                            |                                            |  |   |                                        |                                        |                                        |  |   |                                  |                                  |                                  |

## Finale
| Finale au meilleur des 9 manches Arbitre : Michaela Tabb  |                          |                     |
| Jimmy White Angleterre                                    | 5 - 4 ( - )              | Ken Doherty Irlande |
| 0 85                                                      | Centuries Meilleur break | 0 93                |
| Jimmy White remporte le Championnat du monde seniors 2020 |                          |                     |

## Qualifications

### Tournoi d'octobre 2019
Ces rencontres se sont tenues du 4 octobre 2019 au 6 octobre 2019 au Corner Bank Sports Bar & Grill à Toronto au Canada. Les matchs ont été disputés au meilleur des cinq manches, puis au meilleur des sept manches à compter des demi-finales. Les 57 joueurs se sont affrontés pour obtenir une place qualificative pour le tableau final. Bob Chaperon s'est qualifié.

#### Quarts de finale
- Aidan Owens 0-3  Bob Chaperon
- Richard Emery 3-0  John White
- Jorris Maas 3-0  Garry Coulson
- Lee Richardson 3-1  Fern Loyer

#### Demi-finales
- Richard Emery 2-4  Bob Chaperon
- Lee Richardson 3-4  Joris Maas

#### Finale
- Bob Chaperon 4-3  Joris Maas

### Tournoi de novembre 2019
Ces rencontres se sont tenues du 8 novembre 2019 au 10 novembre 2019 au Crucible Sports & Social Club à Newbury. Les matchs ont été disputés au meilleur des cinq manches, puis au meilleur des sept manches à compter des demi-finales. Les 87 joueurs se sont affrontés pour obtenir une place qualificative pour le tableau final. Leo Fernandez s'est qualifié.

#### Quarts de finale
- Rhydian Richards 2-3  Leo Fernandez
- Rory McLeod 3-1  Bradley Jones
- Stuart Watson 1-3  Rodney Goggins
- Colm Gilcreest 2-3  Gary Filtness

#### Demi-finales
- Leo Fernandez 4-2  Rory McLeod
- Gary Filtness 1-4  Rodney Goggins

#### Finale
- Leo Fernandez 4-2  Rodney Goggins

## Centuries

### Dans le tableau principal
- 130  Jimmy White

### Pendant les qualifications
- Leo Fernandez 146, 109
- Rodney Goggins 133, 113, 101, 101
- Lee Richardson 119
- Gary Filtness 110